# Cambion

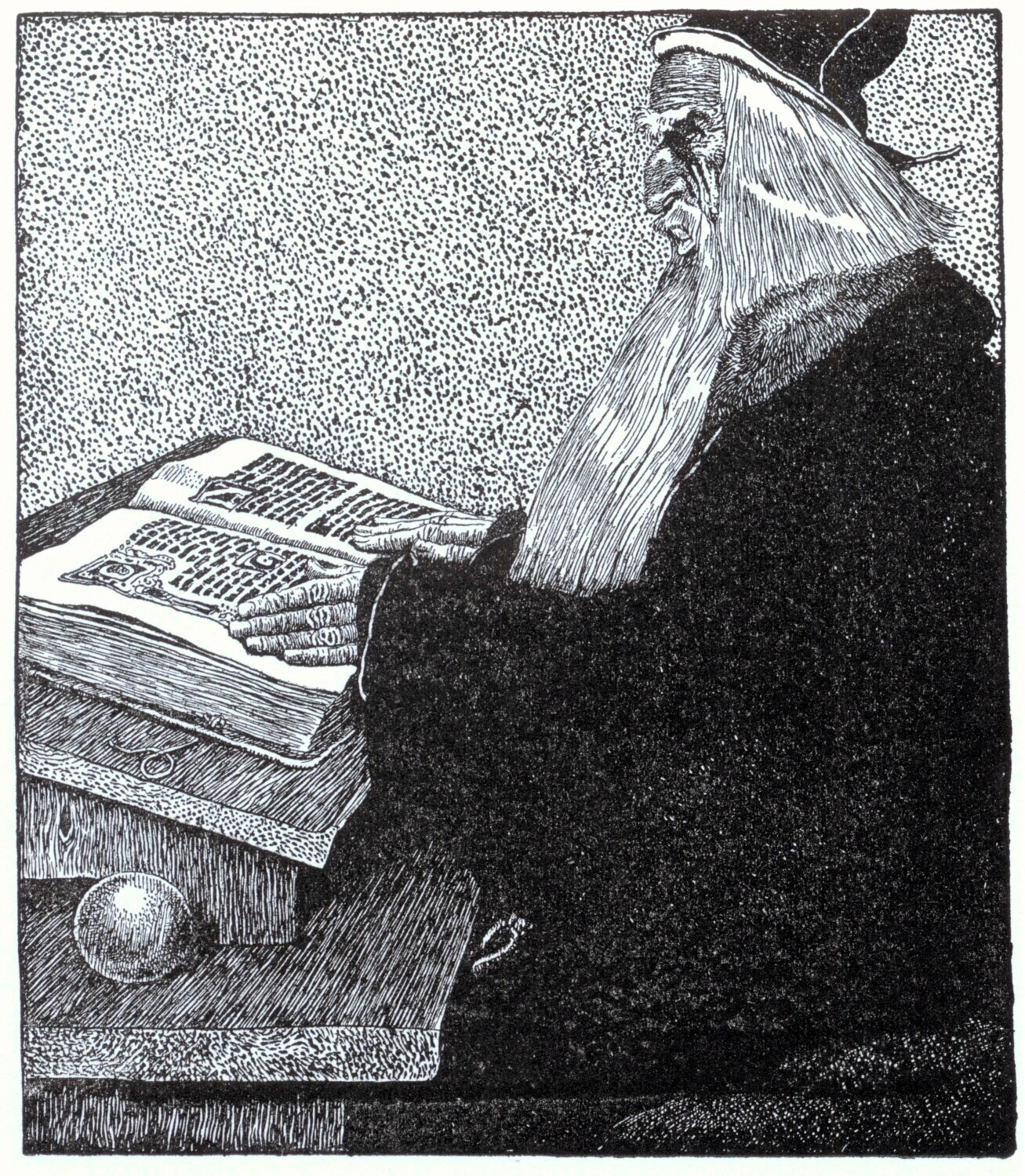
Merlin l'Enchanteur, Howard Pyle.

Un cambion est, dans les croyances occultes européennes, un rejeton diabolique né d'un rapport entre incube et succube, ou entre ces démons et des humains. Les cambions se rapprochent des changelings.

## Étymologie
La première apparition écrite du mot avec cette signification apparait dans le Dictionnaire infernal de 1818. L'édition de 1825 de ce livre contient l'entrée suivante :
« CAMBION, -- Enfants des Démons. Delancre et Bodin pensent que les démons incubes peuvent s'unir aux démones succubes, et qu'il nait de leur commerce des enfants hideux qu'on nomme cambions.... »
Le mot cambion est apparu précédemment sur une inscription du Ier siècle en Gaule (France romaine). Le linguiste Benjamin W. Forston IV est d'avis que:
« ...cambion vient de la racine celtique -kamb (tordu), se référant également à un mouvement de va-et-vient et d'échange. C'est en fin de compte l'origine du mot changer en français via le latin  cambiare , un emprunt du Celte ».

## Dans l'art et la culture

### Dans l'univers deDonjons et Dragons
Un cambion est un rejeton de sexe masculin d'un tanar'ri (aussi appelé « démon »), le plus souvent sous forme humaine, et d'une autre créature. Le pendant féminin du cambion existe aussi et se nomme alu-fiélonne.
Les cambions sont aussi appelés « demi-démons » (ou « semi-démons ») et peuvent être des joueurs ou non. Ces personnages peuvent être de race humaine avec archétype cambion, mais également de la plupart des races dites de base (elfes, nains, etc.).